# Maria Mercè Castelltort i Vila
Maria Mercè Castelltort i Vila (Barcelona, 1912 - ?) fou una atleta catalana especialitzada en curses de velocitat i marxa atlètica.
Membre del Club Femení i d'Esports de Barcelona i dels Amics del Sol, provenia d'una nissaga d'atletes catalans com Rosa Castelltort i Vila, Dolors Castelltort i Vila o el seu germà Romà Castelltort i Vilà. Va ser campiona de Catalunya en 500 metres llisos el 1931 i 300 m llisos el 1932. També va ostentar diversos records nacionals en les mateixes distàncies. Formà part del comitè organitzador de l'Olimpíada Popular del 1936.

## Palmarès
Campionat de Catalunya
- 300 metres llisos: 1932
- 500 metres llisos: 1931